# 群馬県道297号平塚境停車場線

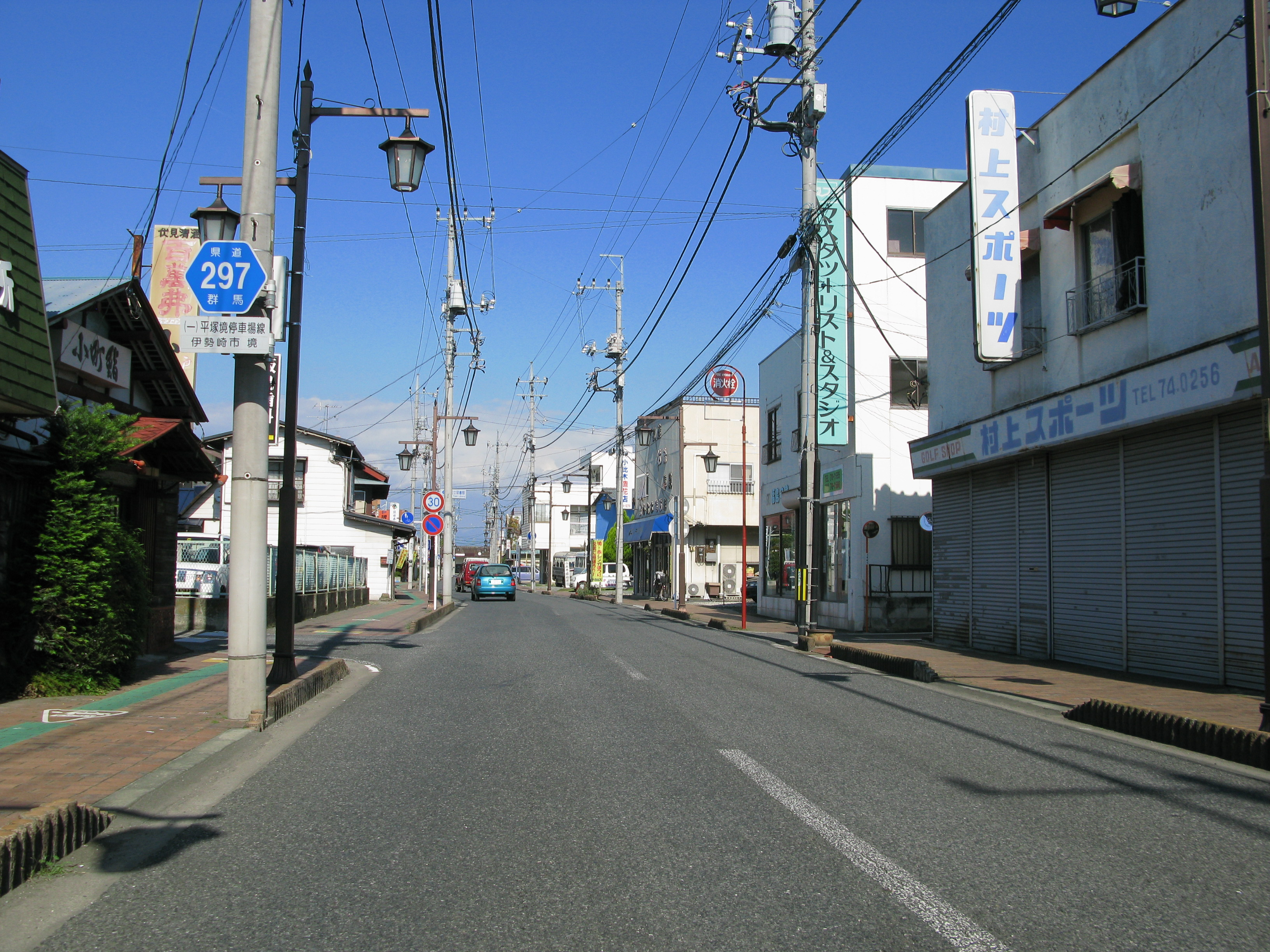
伊勢崎市境地区（2012年10月）

群馬県道297号平塚境停車場線（ぐんまけんどう297ごう ひらつかていしゃばせん）は、群馬県伊勢崎市境平塚の群馬県道14号伊勢崎深谷線の交差点から同市境百々の東武伊勢崎線境町駅までを結ぶ県道である。

## 路線データ
- 起点：伊勢崎市境平塚（群馬県道14号伊勢崎深谷線交点〈境平塚交差点〉）[注釈 1]
- 終点：伊勢崎市境百々 境停車場（境町駅）[1]

## 歴史
- 1959年（昭和34年）9月18日：群馬県より現・道路法に基づき、県道平塚境停車場線（佐波郡境町平塚町 - 同郡同町 境停車場、整理番号103）が路線認定される[2]。
  - 同日、前身路線にあたる県道境深谷線（佐波郡境町 - 同郡同町〈埼玉県界〉、整理番号190）、県道境停車場線（佐波郡境町 - 境停車場、整理番号191）が路線廃止される[3]。

## 重複区間
- 群馬県道142号綿貫篠塚線（伊勢崎市境栄〈境東交差点〉 - 同市境〈境町駅入口交差点〉）

## 地理

### 交差する道路
- 群馬県道14号伊勢崎深谷線（伊勢崎市境平塚、境平塚交差点）
- 群馬県道142号綿貫篠塚線（伊勢崎市境〈境町駅入口交差点〉）

### 沿線
- 伊勢崎市立境東小学校（伊勢崎市境米岡）
- 東武伊勢崎線 境町駅（伊勢崎市境百々）